# Griffin Park
Het Griffin Park was een voetbalstadion in de Londense wijk Brentford. Sinds de opening van het stadion in 1904 tot de sluiting in 2020 speelde de voetbalclub Brentford FC er zijn thuiswedstrijden. Ook diende het van 2007 tot 2010 als thuishaven voor het reserve- en jeugdteam van Chelsea. Het stadion had een capaciteit van 12.763. Griffin Park was beroemd omdat er zich op alle vier de hoeken van het stadion originele Engelse pubs bevonden. In de zomer van 2020 verhuisde Brentford naar het Brentford Community Stadium met 17.250 plaatsen, dat gedeeld zal worden met de rugbyclub Londen Irish RFC.